# Mohammad Rafiq Khan
Mohamed Rafiq Khan (Hindi मोहम्मद रफीक खान; * 12. Juli 1946 in Bhopal; † 19. Juli 2019 ebenda) war ein indischer Schachmeister. Er war der erste Inder, der eine Medaille bei einer Schacholympiade gewann.

## Leben
Khan entstammte einer mittellosen muslimischen Familie. Er besuchte keine Schule, hatte keine formale Ausbildung genossen und blieb bis in sein Erwachsenenalter Analphabet. Seinen Lebensunterhalt verdiente er sich zunächst in der Tischlerei seines Vaters, später in der Gemeindebehörde von Bhopal. Im Jahr 1978 vermittelte ihm der damalige indische Industrieminister George Fernandes eine besser bezahlte Anstellung in einem Elektrokonzern, damit ihm Zeit blieb, seine Schachkarriere fortzuführen. Anfang der 1980er Jahre erkrankte Khan an Tuberkulose. Anschließend war er nicht mehr in der Lage, sein Spielniveau zu bewahren und zog sich weitestgehend vom Wettkampfschach zurück, blieb dem Spiel aber mit großem Interesse verbunden. Er starb im Alter von 73 Jahren an einem Herzinfarkt.

## Schach
Khan erlernte zunächst die traditionellen Regeln des indischen Schachs (in Indien als Desi-Schach bezeichnet), welches er in seiner Freizeit in einer Teestube nahe der väterlichen Tischlerei spielte. Die internationalen Regeln erlernte er, von Bobby Fischers Weltmeisterschaftssieg inspiriert, etwa um 1973, ein halbes Jahr bevor er 1974 zum ersten Mal die B-Meisterschaft des Bundesstaates Madhya Pradesh gewann. Im Folgejahr gewann er die A-Staatsmeisterschaft und qualifizierte sich für die Indische B-Landesmeisterschaft, bei der er Zweiter wurde und sich erstmals die Teilnahme an der Meisterschaft Indiens (10. Platz) sicherte. Im Folgejahr gewann er die indische B-Meisterschaft.
Im Jahr 1978, bei seiner dritten Teilnahme, gewann er in Ernakulam die Indische Meisterschaft und schloss zu den Spitzenspielern Indiens auf. Er nahm 1980 in Valletta am dritten Brett für Indien an der Schacholympiade teil. Mit seinem Ergebnis von 10 aus 13 (+9 =2 −2) errang er die Silbermedaille in der Einzelwertung und wurde der erste Inder, der eine Medaille bei einer Schacholympiade gewinnen konnte. Khan spielte für die indische Nationalmannschaft noch 1982 bei der Schacholympiade in Luzern (+3 =3 −2) und bei der Asien-Kontinentalmannschaftsmeisterschaft 1983 in New Delhi (+4 =2 −1).
Er nahm 1978 und 1979 an internationalen Turnieren in Bangladesch, Malaysia und Iran teil. 1988 erhielt er den Titel FIDE-Meister. Der Ausbruch seiner Tuberkulose-Erkrankung im Jahr 1984 beendete seine Schachkarriere. Nach seiner Genesung war er nicht mehr in der Lage, anstrengende Turniere zu spielen.